# Zastava Saharske Arapske Demokratske Republike
Zastava Saharske Arapske Demokratske Republike je uz marokansku zastavu službena zastava na području samoprozvane Saharske Arapske Demokratske Republike, odnosno bivše španjolske kolonije Zapadne Sahare. Predstavlja mješavinu svearapskih boja s islamskim simbolima.
Usvojena je na samoproglašenju SADR-a 27. veljače 1976. Godine 1991. načinjene su manje izmjene na uzorku zastave. Osmislio ju je al-Wali Mustafa Sayyid, prvi predsjednik SADR-a. Često se naziva i Zastavom Zapadne Sahare.
Zastavu čine tri jednake usporedne pruge crne, bijele i zelene boje kojima je na desnoj strani urezan crveni trokut. Vrlo je slična, ponegdje gotovo jednaka, zastavama Jordana, Palestine i kratkorajne Arapske Federacije Iraka i Jordana. Boje i raspored pruga su jednaki, ali se razlikuju u omjerima trokuta i pruga, kao i u simbolima. Cjelokupni izgled nadahnut je palstinskom zastavom i Arapskim ustankom protiv Osmanskog Carstva. Crvena zvijezda i polumesec preuzeti su iz islama te se pojavljuju i na stjegovima Alžira i Mauritanije.
Maroko nije prihvatio zastavu te u svečanostima i službenim primanjima traži uporabu marokanske zastave.

## Također pogledajte
- Zastava Maroka
- Grb Zapadne Sahare